# Помпеї: Апокаліпсис
Помпеї: Апокаліпсис (англ. Apocalypse Pompeii) — американський фільм-катастрофа 2014 року режисера Бена Демарі. Знятий кіностудією The Asylum. Головні ролі виконали Джорджина Бідль, Едріан Пол, Джон Ріс-Девіс і Ділан Вокс. Стрічка є мокбастером фільму Пола Андерсона «Помпеї».

## Сюжет
Джефф Пірс, колишній спецпризначинець США, вирушає до Італії разом зі своєю дружиною Лінною та дочкою Мікаелою. Поки Джефф займається справами в Неаполі, його дружина та дочка оглядають руїни Помпеїв в туристичній групі. Однак екскурсія переривається виверженням гори Везувій. Лінна та Мікаела, а також інші туристи рятуються від смертельної небезпеки. Джефф в цей час намагається координувати рятувальну операцію з солдатами, що знаходяться поблизу, включаючи керівника свого колишнього підрозділу, полковника Карло Ділларда. Однак, вулканічна активність надто велика, тому офіційна влада не може розпочати рятувальну операцію. Тоді колишній солдат починає нещадну гонку з часом, щоб врятувати сім'ю.

## У ролях
| Актор            | Роль                      |
| ---------------- | ------------------------- |
| Едріан Пол       | Джеф Пірс                 |
| Джей Кастл       | Лінн Пірс                 |
| Джорджина Бідль  | Мікаела Пірс              |
| Джон Ріс-Девіс   | полковник Карло Діллард   |
| Ділан Вокс       | Кел                       |
| Ден Кейд         | Кейд                      |
| Гаррі Аничкин    | італійський полковник     |
| Раліца Паскалева | Аліта                     |
| Іван Панайотов   | солдат                    |
| Веліслав Павлов  | батько маленької дівчинки |

## Виробництво
Зйомки проходили в Софії (Болгарія) та Неаполі (Італія). Більшість другорядних та епізотичних ролей виконали болгарські актори.